# 漯河西駅
漯河西駅（らがにしえき、中国語: 漯河西站）とは、中華人民共和国・河南省漯河市に位置する中国国家鉄路集団（CR）武漢局集団公司管轄の鉄道駅である。京港旅客専用線の鄭州東 - 武漢間（石武旅客専用線の一部）の全線開通に伴い、2012年9月28日に開業した。

## 駅構造
漯河西駅の総建築面積は1万5645 m2であり、駅舎は大半が1階建てであり、一部は3階建てである。島式ホーム2面4線と通過線2線で構成されている。待合室の広さは5,530 m2であり、一等区、二等区、貴賓区に分けられ、1,000人を収容可能である。切符売り場は1200 m2以上の広さがあり、中には公安証明書窓口や自動券売機が設置されている。また、顔認識システムが導入されており、スムーズに入場することが出来る。

## 駅前広場
漯河西駅の駅前広場の面積は9万 m2である。広場の南側には駐車場とタクシー乗り場が、西側には計画中の都市間鉄道が、北側には建設中の長距離旅客ターミナルがある。

## 隣の駅
中国鉄路総公司
石武旅客専用線
許昌東駅 - 漯河西駅 - 駐馬店西駅